# John Martyn (botánico)

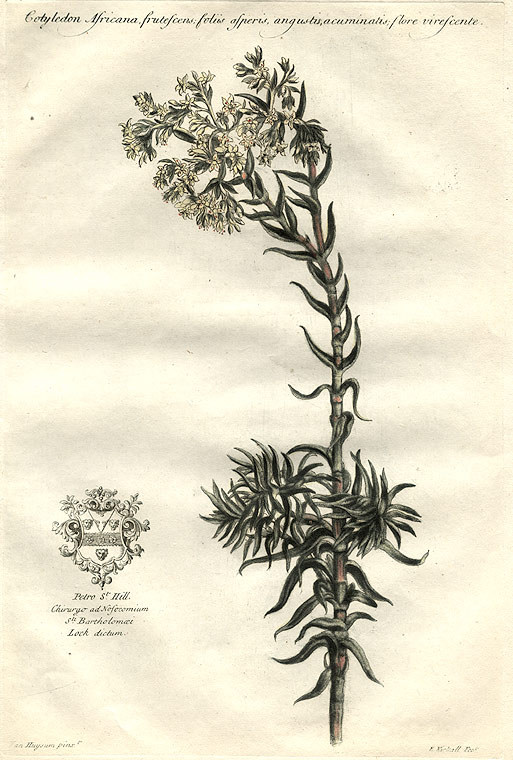
Cotyledon africana Burm.f. ex Steud.en Historia plantarum rariorum

John Martyn o Joannis Martyn (12 de septiembre de 1699 - 29 de enero de 1768) fue un botánico inglés.
Fue muy conocido por su Historia Plantarum Rariorum (1728-1737), habiéndose realizado la traducción, con invalorables notas agrícolas y botánicas, de Églogas (1749) y en Geórgicas (1741) de Virgilio. Al ser reasignado a la cátedra de Botánica de Cambridge, presentó a la Universidad un número de sus especímenes botánicos y libros.

## Biografía
Martyn había nacido en Londres, hijo de un mercader. Concurrió a la escuela vecina a su domicilio, y al cumplir 16, trabajó con su padre, intentando seguir una carrera en negocios. Pero abandona esa idea en favor de estudios médicos y botánicos. Su interés en la Botánica avanzó por su contacto con el boticario John Wilmer, y con el Dr. Patrick Blair, que era cirujano y boticario de Dundee practicando en Londres. Martyn tomó varias clases de Botánica en Londres en 1721 y en 1726, siendo en 1727 electo Miembro de la Royal Society of London. 
Martyn fue uno de los fundadores (con Johann Jacob Dillenius y otros) y secretario de una sociedad botánica que estuvo durante pocos años en la Manisón Rainbow Coffee, en la calle Watling; también dio arranque al Grub Street Journal, una revista satírica semanal, entre 1730 a 1737.
En 1732 oposita y gana una plaza de profesor de Botánica en la Universidad de Cambridge, pero, no encontrando apoyo y enojado por la falta de equipos, dejó de dar clases; aunque retuvo el puesto que en 1768, pasa en favor de su hijo Thomas (1735-1825), autor de Flora rustica (1792-1794). Aunque no poseía habilitación médica, largamente practicó la medicina en Chelsea, donde falleció.
John Martyn se casa con Eulalia King, hija de John King (1652-1732), rector de Pertenhall en Bedfordshire y en Chelsea (Londres). 
Su hijo, Thomas Martyn (1735-1825) también fue un eminente botánico.
Luego del deceso de su primera esposa, Martyn se casa con Mary Anne Fonnereau, hija de Claude Fonnereau, mercader de Londres y en Christ Church, Ipswich, y hermano de Thomas Fonnereau.

## Algunas publicaciones
- Tournefort's 'History of Plants Growing about Paris, With their Uses in Physick; and A Mechanical Account of the Operation of Medecines. Translated into English, with many Additions. And accommodated to the Plants growing in Great-Britain. Londres, 1720

- Tabulae synopticae plantarum officinalium ad methodum Raianam dispositae. 1726

- Methodus Plantarum circa Cantabrigiam nascentium. 1727

- Historia Plantarum Rariorum. London: Richard Reily, 1728–1738

- Pub. Virgilii Maronis Georgicorum libri quatuor. The Georgicks of Virgil, with an English translation and notes. 1741

- Pub. Virgilii Maronis Bucolicorum Eclogae decem. The Bucolicks of Virgil with an English translation and notes. 1749

- Dissertations and critical remarks upon the Aeneids of Virgil.... London, 1770 (póstumo)

## Honores

### Eponimia
- (Pedaliaceae) Martynia L.[1]
- La abreviatura «J.Martyn» se emplea para indicar a John Martyn como autoridad en la descripción y clasificación científica de los vegetales.[2]